# Malta Amateur Athletic Association
La Malta Amateur Athletic Association è la federazione sportiva che si occupa di atletica leggera a livello nazionale a Malta.

## Consiglio federale
- Presidente:
  -  Anthony Chircop
- Vice presidenti:
  -  Maurice Spiteri
  -  Anthony Fava
- Segretario generale:
  -  Edwin Attard
- tesoriere:
  -  Maurice Spiteri
- Assistente segretario:
  -  Joseph Gerada
- Membri:  Jesmond Bartolo,  Tanya Xuereb,  Valerie Farrugia,  Anthony Pace Taliana

## Partner ufficiali
- Air Malta